# Alena Hatvani
Alena Hatvani (nar. Kosinová, 1975, Mariánské Lázně – 15. srpna 2021 Alicante, Španělsko) byla česká kulturistka.
Alena Hatvani patřila k nejúspěšnějším českým kulturistkám. V posledních letech trénovala kromě domácího Sokolova také v zahraničí a snažila se uplatnit v mezinárodních soutěžích. V roce 2017 vybojovala zlato na soutěži Ben Weider Legacy Cup New Zealand 2017 v kategorii physique.
V srpnu 2021 zemřela náhle v průběhu soutěže v Alicante ve Španělsku. Byla vdaná, měla dvě děti.